# ネッツトヨタゾナ神戸
ネッツトヨタゾナ神戸株式会社（ネッツトヨタゾナこうべ）は、兵庫県神戸市中央区に本社を置くトヨタ自動車のディーラー（ネッツ店）である。

## 概要
1979年に、翌年から展開される販売チャネルだった「トヨタビスタ店」のうちの一つ「トヨタビスタ神戸」として創業。兵庫県東部を営業地域としている。ゾナとは地域を意味するイタリア語の「ゾーナ（Zóna）」。より地域に密着した企業活動を目指すことから、この社名が名付けられた。
2004年5月にビスタ店と旧ネッツトヨタ店（旧トヨタオート店）の統合で現在のネッツ店が発足するのに伴い現社名に変更した。
2021年2月、関連会社の兵庫トヨタ自動車・トヨタカローラ姫路とともにグループ再編を行い持株会社制に移行する。グループ統括およびホールディング会社として「株式会社HTグループ」を設立。3社で株式交換を行い当該会社の傘下となった。 

## 関連会社
- 兵庫トヨタ自動車
- トヨタカローラ姫路
- トヨタカローラ兵庫（旧・神戸トヨタディーゼル）